# Бег Бунар
Бег Бунар је крашки извор који се налази покрај старог каменолома у близини Голупца, на око 30m од обале Дунава.
Вода извире из три крашка канала на висини од око 8—10m. У периодима обилних киша, као и у пролеће током топљења снега, формира се врло атрактиван водопад.
Испитивањима која су обављена пред Други светски рат, утврђено је да део изворишта реке Пек понире дубоко у Хомољу у кречњачке пукотине и кроз десетине километара подземних камених пећина и канала, охлађена стенама и обогаћена минералима, вода извире на овом месту.
По једној легенди, оболели турски бег из подграђа Голубачке тврђаве је оздравио захваљујући води са овог извора. По другом предању, име извора потиче од бега воде, тј. значајног смањивања издашности извора током сушне сезоне.